# Falklandsströmmen

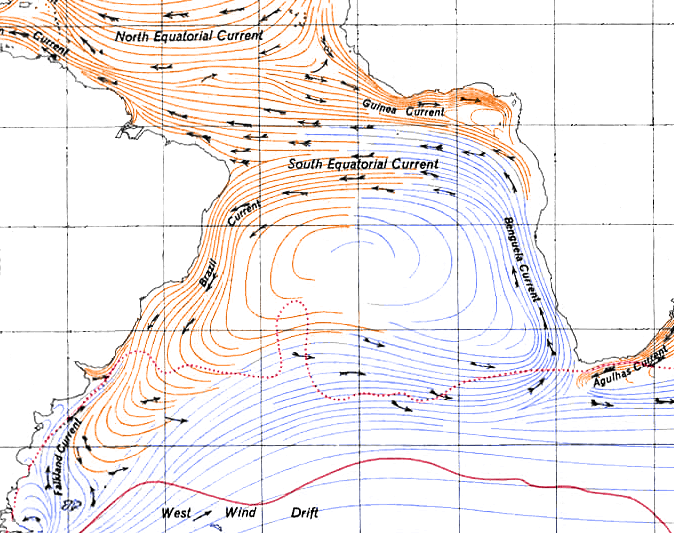
Havsströmmarna i södra delen av Atlanten.

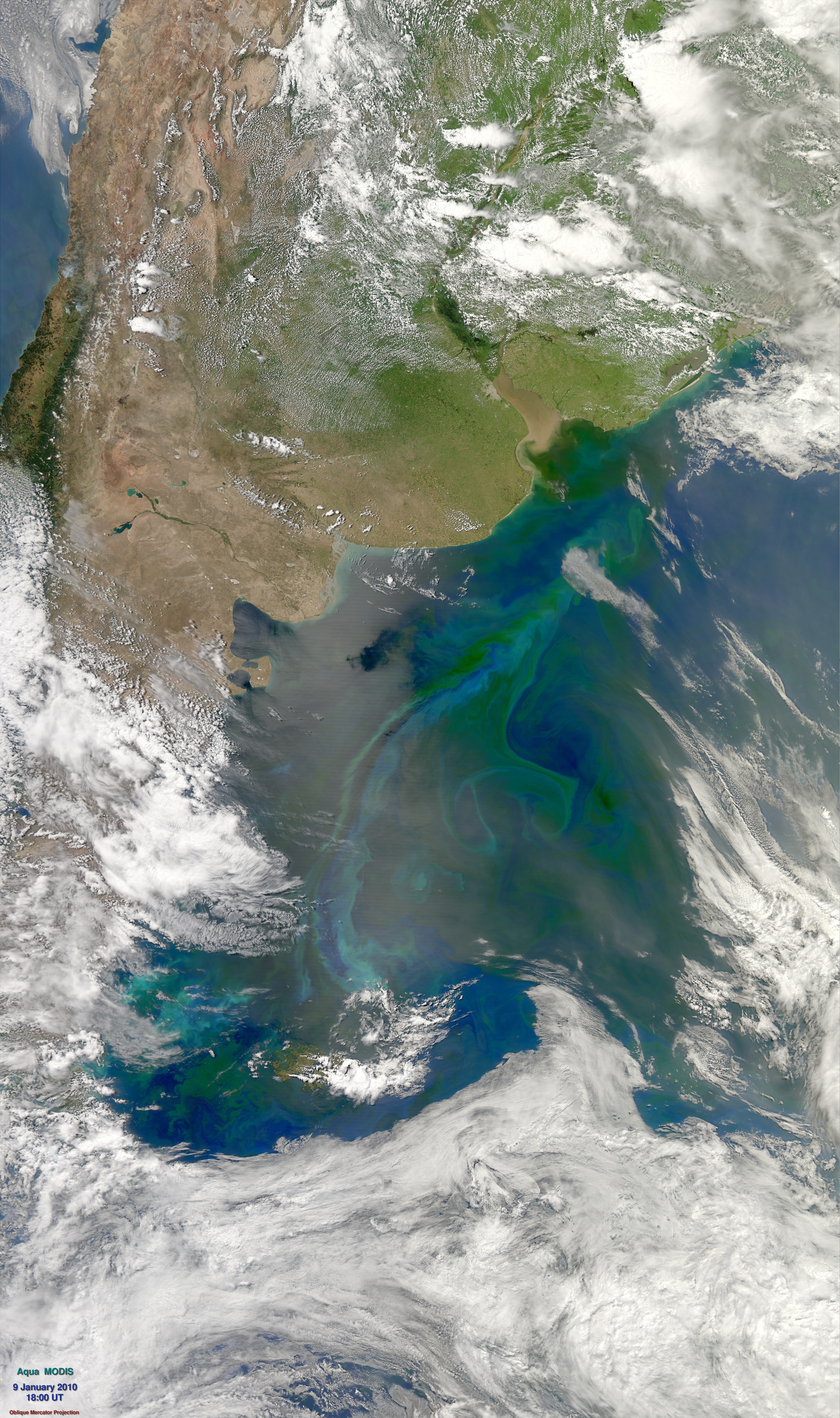
Fytoplankton i blomning visar havsströmmarna utanför Sydamerikas kust. Falklandsströmmen för med sig kallt, näringsrikt vatten norrut.

Falklandströmmen eller Malvinasströmmen är en nordgående, kall havsström i södra Atlanten. Strömmen är en fortsättning av Kap Horn-strömmen som bildas där Västvinddriften möter Kap Horn, och flyter längs Sydamerikas kust till Rio de la Platas mynning, där den sammangår med Brasilianska strömmen. Havsområdet där strömmarna förenar sig kännetecknas av högt näringsinnehåll och gynnsamma temperaturer, vilket ger en rik produktion av plankton och fisk.